# Förstakammarvalet i Sverige 1915
Förstakammarvalet i Sverige 1915 var ett ordinarie val i Sverige till riksdagens första kammare. Valet genomfördes med ett proportionellt valsystem i september månad 1915.
Valet hölls i fem valkretsar, utgörande den första valkretsgruppen: Stockholms stads valkrets, Jönköpings läns valkrets, Gotlands läns valkrets, Västmanlands läns valkrets och Västerbottens läns valkrets. Ledamöterna utsågs av valmän från det landsting som valkretsarna motsvarade. För de städer som inte ingick i landsting var valmännen stadsfullmäktige.
Ordinarie val till den första valkretsgruppen hade senast ägt rum 1909. Ett icke ordinarie val hölls i gruppen 1911, då val hölls i hela riket efter första kammaren hade upplösts.

## Valresultat
| Parti                | Parti                                     | Partiledare          | Röster | Röster | Mandatfördelning | Mandatfördelning |
| Parti                | Parti                                     | Partiledare          | Antal  | +−     | Antal            | +−               |
| -------------------- | ----------------------------------------- | -------------------- | ------ | ------ | ---------------- | ---------------- |
|                      | Allmänna valmansförbundet                 | Arvid Lindman        | 153    | ▲19    | 15               | ▲1               |
|                      | Frisinnade landsföreningen                | Ernst Beckman        | 60     | ▼20    | 6                | ▼1               |
|                      | Sveriges socialdemokratiska arbetareparti | Hjalmar Branting     | 46     | ▲4     | 4                | ▬                |
| Antal giltiga röster | Antal giltiga röster                      | Antal giltiga röster | 259    | ▲3     | 25               |                  |

- Antalet valmän utgjorde 261. Av dessa deltog 259 (99,2 %) i valet.